# Arco ionico tarantino
L'Arco ionico tarantino è una subregione della Puglia che si estende dalla Murgia a nord fino ad addentrarsi nel Salento nord-occidentale, lungo la fascia costiera del mar Ionio.

## Orografia
La conformazione orografica dell’arco ionico tarantino, viene delineata da una successione di gradini e terrazzi con cui l’altopiano murgiano nella sua parte più meridionale degrada verso il mare, la sua morfologia ed il disegno delineato dall'arco ricorda una specie di anfiteatro naturale. 
Sul fronte settentrionale, la presenza di questo elemento morfologico fortemente caratterizzante dal punto di vista paesaggistico ha condizionato la delimitazione a nord con l’ambito della Murgia dei trulli, imponendosi come prioritario anche rispetto alle divisioni amministrative. Per quanto riguarda gli altri fronti il perimetro si è attestato principalmente: sui confini regionali ad ovest, sulla linea di costa a sud e sui confini comunali ad est, escludendo i territori che si sviluppano sulle Murge tarantine, più appartenenti, da un punto di vista paesaggistico, all’ambito del Tavoliere salentino. 

## Comuni
- Carosino, Castellaneta, Crispiano, Faggiano, Ginosa, Grottaglie, Laterza,Leporano, Massafra, Monteiasi, Montemesola, Monteparano, Mottola, Palagianello, Palagiano, Pulsano ,Roccaforzata, San Giorgio Ionico, Statte, Taranto.[2]

## Morfologia
Si tratta di un territorio sub collinare (sistema premurgiano) e pianeggiante e costituito prevalentemente da un'area carsica ma molto fertile.

## Clima
Mediterraneo con inverni miti ed estati calde.

## Natura
Nel territorio si trovano la Riserva naturale Stornara e le Pinete dell'Arco Ionico.

## Economia
Nella zona si produce la Clementina del Golfo di Taranto IGP, agrume tipico di questo territorio.